# Distrito de Paico
El Distrito de Paico es uno de los once distritos que conforman la Provincia de Sucre, ubicada en el Departamento de Ayacucho, (Perú).

## Historia
El distrito fue creado en la época de la independencia del Perú , está situado al margen izquierdo del río Chicha o Soras.

## División administrativa

### Centros poblados
- Urbanos
  - Paico, con 472 hab.
  - Sihui, con 404 hab.
- Rurales

### Caseríos
- Charamarca

## Autoridades

### Municipales
- 2023 - 2026[1]
  - Alcalde: Michael Jacbson De la cruz Caceres, de Agua.
  - Regidores:

  1. Nemesio Alarcon Arone (Agua)
  2. Sabina Abila Alfaro Rivera De Elguera (Agua)
  3. Odon Maximo Gutierrez Rojas (Agua)
  4. Maria Poccorpachi Paucca (Agua)
  5. Hipolita Flor Maria Oyola Alarcon (Somos Peru)

Alcaldes anteriores
- 1996 - 1998: Natividad Alfaro Munaylla de Peceros. (Partido L.I. Nro 9 Tecnología y Desarrollo Sucre)
- 1999 - 2002: Americo Alfaro Huamani . (Movimiento Independiente Vamos Vecino)
- 2003 - 2006: Max Amado Munaylla Ayala. (Partido Democrático Somos Perú)
- 2007 - 2010: Nemesio Pillihuaman Galindo . (Partido Aprista Peruano)
- 2011 - 2014: Sixto Rivera Pichihua. (Movimiento Independiente Innovación Regional)
- 2015 - 2018: Eulogio Leon Cancho Cabana. ( Alianza para el Progreso)
- 2019 - 2020: Ignacio Dionicio Picho Cancho. ( Musuq Ñan)
- 2021 - 2022: Alfredo Pillihuamán Picho. ( Musuq Ñan)

## Festividades
- 24 de junio : San Juan Bautista de Paico